# Istanbul-Klasse
Die Istanbul-Klasse (auch bekannt als Teil des MILGEM-Projektes, nach Milli Gemi = nationales Schiff) ist eine Reihe von Mehrzweckkriegsschiffen, die für die türkische Marine entwickelt und gebaut werden. Sie stellen eine Weiterentwicklung der vorhergehenden Ada-Klasse-Korvetten dar und sind Teil des Ziels der Türkei, ihre maritime Verteidigungskapazität zu stärken und die Abhängigkeit von ausländischer Militärtechnologie zu verringern.
Die Schiffe der Istanbul-Klasse sind als Fregatten klassifiziert und so entworfen, dass sie vom Radar schwerer zu erfassen sind. Diese modernen Schiffe sollen eine Vielzahl von Aufgaben ausführen, einschließlich Oberflächenkriegsführung, U-Boot-Abwehr und Luftverteidigung.

## Geschichte
Die Schiffsklasse entstand im Rahmen des Milgem-Projekts. Im Rahmen dieses Projekts entstanden die  Korvette der Ada-Klasse und die Istanbul-Klasse, die zunächst als F-100-Klasse bezeichnet wurde. Die F-100-Klasse hat einen etwas größeren Rumpf und ist mit vielseitigen Waffensystemen ausgestattet, darunter das Mk.41 VLS und das im Vergleich zur RIM-7 Sea Sparrow der Ada-Schiffe das kompaktere sowie leichtere ESSM.
Das erste Schiff der Klasse, die Istanbul (F-515), wurde 2017 auf der Marinewerft Istanbul auf Kiel gelegt und im Januar 2021 zu Wasser gelassen. Es wird erwartet, dass bis zu acht Schiffe dieser Klasse in den kommenden Jahren in Dienst gestellt werden.
Die F-100-Klasse wird als Testplattform für die neue Klasse von zunächst vier heimisch entwickelten Flugabwehrfregatten bzw. Zerstörern der türkischen Marine dienen, die unter dem Programnamen TF-2000 bekannt sind. Die Erfahrungen und das technologische Wissen, das mit dem Milgem-Projekt gewonnen wurde, wird eine wichtige Rolle spielen beim Design und dem Entwicklungsprozess der TF-2000-Fregatten.

## Technik
Die Schiffe haben eine Länge von etwa 113 Metern und eine Wasserverdrängung von ungefähr 3.000 Tonnen. Sie sind mit einem Mix aus Waffensystemen ausgestattet, darunter Seezielflugkörper, Luftverteidigungsraketen, Artilleriegeschütze, Torpedos und Nahbereichsverteidigungssysteme. Außerdem verfügen sie über Einrichtungen für den Einsatz von zwei Hubschraubern. Die Fregatten sind mit fortschrittlichen Radar- und Sonarsystemen ausgestattet, die es ihnen ermöglichen, Ziele zu erkennen, zu verfolgen und zu bekämpfen. Sie nutzen kombinierte Diesel- und Gasturbinenantriebe (CODAG), was ihnen ermöglicht, hohe Geschwindigkeiten zu erreichen und gleichzeitig effizient bei niedrigeren Geschwindigkeiten zu operieren.
| Kennung | Name     | Kiellegung      | Stapellauf      | Indienststellung | Verbleib (Heimathafen) |
| ------- | -------- | --------------- | --------------- | ---------------- | ---------------------- |
| F-515   | İstanbul | 19. Januar 2017 | 23. Januar 2021 | 19. Januar 2024  | aktiv                  |
| F-516   | Izmir    |                 | 11. Januar 2025 |                  | im Bau                 |
| F-517   | İzmit    |                 | 11. Januar 2025 |                  | im Bau                 |
| F-518   | İçel     |                 |                 |                  | im Bau                 |
| F-      |          | 17. Januar 2025 |                 |                  | im Bau                 |
| F-      |          |                 |                 |                  | geplant                |
| F-      |          |                 |                 |                  | geplant                |
| F-      |          |                 |                 |                  | geplant                |